# Nomada hondurasica
Nomada hondurasica är en biart som beskrevs av Cockerell 1949. Nomada hondurasica ingår i släktet gökbin, och familjen långtungebin. Inga underarter finns listade i Catalogue of Life.